# Лютенско-Будищанский сельский совет (Зеньковский район)
Лютенско-Будищанский сельский совет (укр. Лютенсько-Будищанська сільська рада) — входит в состав
Зеньковского района
Полтавской области
Украины.
Административный центр сельского совета находится в 
с. Лютенские Будища.

## Населённые пункты совета
- с. Лютенские Будища
- с. Должок